# Oğuz Aydın
Oğuz Aydın (Den Haag, 27 oktober 2000) is een Turks-Nederlandse voetballer die doorgaans als vleugelspeler speelt. Aydın maakte in 2024 zijn debuut in het Turks voetbalelftal.

## Clubcarrière
De in Den Haag geboren Aydın begon zijn carrière bij AZ. Op 16-jarige leeftijd verhuisde hij naar İzmir in Turkije en kwam daar in de jeugdopleiding van Bucaspor. In 2019 werd hij overgenomen door Bucaspor 1928, dat het in het seizoen 2019/20 verhuurde aan Karacabey Belediyespor. 
In 2021 werd hij voor bijna 300 duizend euro gekocht door Alanyaspor, dat uitkomt in de Süper Lig. Door de jaren heen groeide hij uit tot vaste waarde bij de club.
In de zomer van 2024 maakte hij voor 6 miljoen euro een transfer naar de Turkse topclub Fenerbahçe. De eerste keer dat hij mocht starten bij het team, scoorde hij tweemaal en maakte hij een assist, in de 2-6 gewonnen competitiewedstrijd tegen Kayserispor, op 23 november 2024.

## Interlandcarrière
Aydın maakte op 4 juni 2024 zijn debuut voor het Turks voetbalelftal. Hij mocht starten in een oefenwedstrijd tegen Italië.

## Clubstatistieken
| Seizoen         | Club                     | Competitie      | Competitie | Competitie | Beker | Beker | Internationaal | Internationaal | Totaal | Totaal |
| Seizoen         | Club                     | Competitie      | Wed.       | Dlp.       | Wed.  | Dlp.  | Wed.           | Dlp.           | Wed.   | Dlp.   |
| --------------- | ------------------------ | --------------- | ---------- | ---------- | ----- | ----- | -------------- | -------------- | ------ | ------ |
| 2017/18         | Bucaspor                 | TFF 2. Lig      | 12         | 0          | 0     | 0     | —              | —              | 12     | 0      |
| 2018/19         | Bucaspor                 | TFF 3. Lig      | 30         | 5          | 1     | 0     | —              | —              | 31     | 5      |
| 2019/20         | → Karacabey Belediyespor | TFF 3. Lig      | 6          | 0          | 0     | 0     | —              | —              | 6      | 0      |
| 2019/20         | Bucaspor 1928            | TFF 3. Lig      | 10         | 1          | 2     | 1     | —              | —              | 12     | 2      |
| 2020/21         | Bucaspor 1928            | TFF 3. Lig      | 35         | 11         | 1     | 0     | —              | —              | 36     | 11     |
| 2021/22         | Alanyaspor               | Süper Lig       | 20         | 6          | 6     | 2     | —              | —              | 26     | 8      |
| 2022/23         | Alanyaspor               | Süper Lig       | 28         | 1          | 3     | 2     | —              | —              | 31     | 3      |
| 2023/24         | Alanyaspor               | Süper Lig       | 35         | 13         | 3     | 0     | —              | —              | 38     | 13     |
| 2024/25         | Fenerbahçe               | Süper Lig       | 25         | 7          | 3     | 0     | 2              | 0              | 30     | 7      |
| 2025/26         | Fenerbahçe               | Süper Lig       | 0          | 0          | 0     | 0     | 1              | 0              | 1      | 0      |
| Carrière totaal | Carrière totaal          | Carrière totaal | 201        | 44         | 18    | 5     | 3              | 0              | 223    | 49     |

Bijgewerkt tot en met 6 augustus 2025.
1 Eğribayat ·
3 Carlos ·
4 Söyüncü ·
5 Yüksek ·
6 Djiku ·
8 Yandaş ·
10 Durán ·
13 Fred ·
16 Müldür ·
17 Kahveci ·
19 En-Nesyri ·
20 Ünder ·
22 Mercan ·
23 Tosun ·
24 Oosterwolde ·
25 Çetin ·
27 Semedo ·
33 Brown ·
34 Amrabat ·
37 Škriniar ·
40 Livaković ·
50 Becão ·
53 Szymański ·
70 Aydın ·
77 Mimović ·
94 Talisca ·
95 Akçiçek ·
Coach: Mourinho